# 주본 해리슨
주본 크리시나 해리슨(영어: JuVaughn Krishna Harrison, 1999년 4월 30일~)은 미국의 육상 선수로 주 종목은 높이뛰기이다. 2020년 하계 올림픽에 참가했으며 2023년 세계 육상 선수권 대회에서 남자 높이뛰기 은메달을 획득했다.

## 개인사
아버지인 데니스 블레이크와 어머니인 조지아 해리슨 두 사람 모두 자메이카 국적의 육상 선수로 활동했다.